# شاورية صوفية السنابل
شاورية صوفية السنابل (الاسم العلمي:Schaueria lachnostachya) هي نوع من النباتات يتبع جنس الشاورية من الفصيلة الأقنتية.